# Peperomia acaulis
Peperomia acaulis är en pepparväxtart som beskrevs av Brother Alain. Peperomia acaulis ingår i släktet peperomior, och familjen pepparväxter. Inga underarter finns listade i Catalogue of Life.